# Мауро Биљино
Мауро Биљино (итал. Mauro Biglino; Торино, 13. септембар 1950) је италијански писац, есејиста и преводилац. Велики део његовог рада фокусира се на теорије везане за Библију и црквену историју, укључујући теорије завере, уфологију и хипотезе старовековних астронаута (теорија палеоконтакта). Како је сам навео, његове теорије се углавном заснивају на књижевним делима Ериха фон Деникен и Захарије Ситчина. Биљино је такође био укључен у израду италијанских интерлинеарних издања Танаха за ватиканску издавачку кућу „Едициони Сан Пауло” у граду Чинизело Балзамо у Италији.
Написао је књигу „Католичка црква и масонерија”, где је изјавио да је био масон и члан италијанске масонерије више од деценије, до 2000-их година.
Аутор је више књига од којих су неке преведене на српски, а гостовао је и у хрватској емисији „На рубу знаности”.

## Биографија
Мауро Биљино је након похађања салезијанске гимназије Валсалиће у Торину био у саставу специјалног пешадијског корпуса алпских трупа. Након школовања у јеврејској заједници у Торину, постао је преводилац библијског хебрејског и у оквиру издавачког пројекта „Едициони Сан Пауло”, главне издавачке куће Католичке цркве, начинио интерлинеарни превод седамнаест књига масоретског текста Библије, који је објављен у два тома. Написао је књигу „Католичка црква и масонерија” у којој је навео да је био масон и члан италијанске масонерије више од десет година до 2000-их.

## Методологија
Ослањајући се на дословни превод Библије, Биљино је открио алтернативно тумачење Старог завета, које се не заснива на различитим интерпретацијама догмата Цркве, већ на дословном значењу ових стихова. Примењујући своју методологију „претварања” да се оно што Библија говори буквално и догодило, и да је то оно што она намерава да пренесе, Биљино је успео да наслика целокупну слику тих догађаја у древним временима, чији главни лик није био „Бог”, већ нека посебна и моћна бића – чију природу и порекло он не истражује. Биљино је више пута изјавио да његово дело уопште није напад на веру или идеју о Богу, већ само на оно што људи говоре о „Богу” приказаном у Библији.
Такође је коаутор стрипова који се израђују према његовим књигама.

## Хипотезе
Биљино предлаже да се истражи Стари завет — у даном случају Biblia Hebraica Stuttgartensia — користећи превод који је, како он тврди, максимално буквалан, и апелује да се у неким случајевима очувају оригинални термини, без превођења, јер се сматрају непреводивим. Он посебно издваја оно што он сматра референцама на технолошка знања поменутих „Елохима” („Богова”), како би „створили” човека по својој слици и обличју.
Биљино претпоставља да се у Старом завету термин Елохим не односи на један ентитет, већ на групу напредних и неидентификованих бића, која су убрзала еволуцију човечанства помоћу напредних техника генетског инжењеринга, а која путују летелицама (идентификованим као међупланетарне летелице) — или у сваком случају уређајима — опремљеним непознатим технологијама и некомпатибилним са знањима тог времена. Отуда је могуће присуство живих бића са других планета или припадника развијенијих цивилизација, непознатих званичној историографији.
Биљино, пратећи теорије палео-астронаутике, попут оних Питера Колосима и Захарије Ситчина, поистовећује ове Елохиме са боговима антике, као што су египатски или сумерски, које је заправо чинио велики број личности. Елохим би укључивао истог Јахвеа — погрешно идентификованог као „Бог” у јеврејској и хришћанској култури — који се скоро увек назива „Јахве, Елохим Израиља”. Сам израз Елохим није искључив за Јахвеа, већ се према Исусу Навину 24:15 односи и на лажне богове које обожавају Аморејци и непријатељи Израиља који живе иза реке Еуфрат. То су нпр. Хамос, Молох и многи други, који би такође били Елохим попут самог Јахвеа, али који су у традицији и митологији идентификовани као „паганска божанства”.
Што се тиче поистовећивања „Елохима” са ванземаљцима или, у сваком случају, бићима из других светова која су еволуирала, сам Биљино извештава: „Ја сам више пута говорио и понављам да не знам ко су Елохими, јер Библија о томе не говори, али када ми се постави конкретно питање, не зазирем и увек кажем да се само ’претварам’ да су антички људи говорили истину, а народи свих континената Земље идентификују ова бића као ’децу звезда’, па примењујем свој метод и ’правим се’ да је то истина. Постојање ’ових бића’ је такође сигурно веродостојније и статистички вероватније од постојања Бога којег су теолози измислили од Елохима. Ако се испостави да су ’та бића’ била ванземаљци, ја ћу рећи ’добро, свеједно’. Ако се покаже да то уопште нису ванземаљци, ипак ћу рећи ’добро, свеједно’. Важно је разумети колосалну обману иза тврдње да је ’Елохим једнак духовном Богу’”.
Његови преводи су засновани на суптилним семантичким и интерпретативним разликама и разликују се по форми и садржају од оних које прихватају главне верске деноминације.

## Књиге
Од књига које је написао, на српски су преведене следеће:
- Мауро Биљино (2016). Књига која ће заувек променити ваше мишљење о Библији. Теледиск. ISBN 9789537903268.
- Мауро Биљино (2019). Стари и Нови завет - књиге без Бога. Теледиск. ISBN 9789537903442.
- Мауро Биљино. Библија није света књига. Езотерија.